# Erich Hamann (Chocolatier)

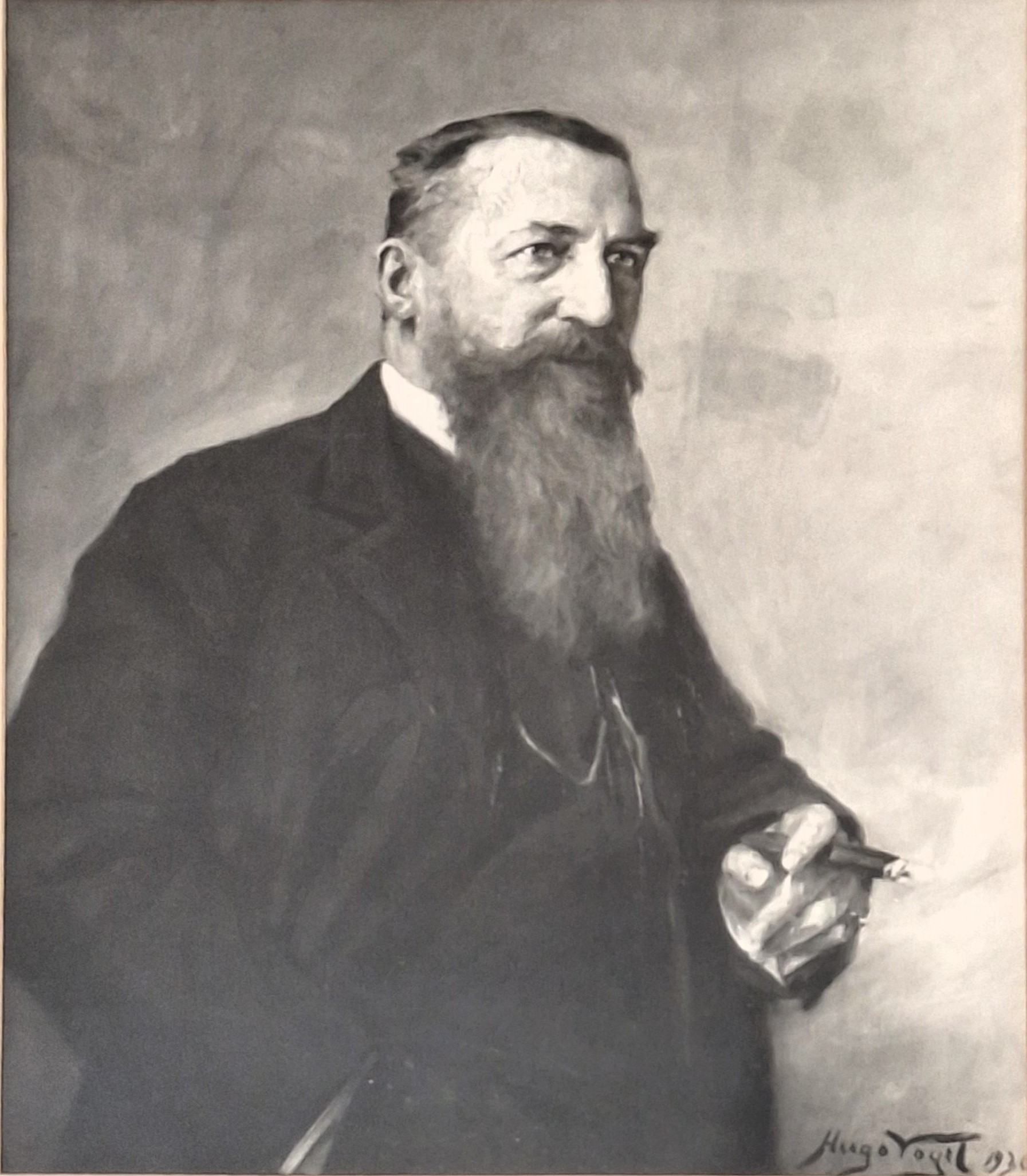
Erich Hamann, schwarz-weiß-Fotografie eines Portraits von Hugo Vogel (1930)

Erich Hamann (* 6. Januar 1880 in Memel, Ostpreußen; † 20. Dezember 1949 in Berlin) war ein deutscher Chocolatier. 

## Leben
Hamann, Sohn eines Reeders und Kapitäns, erlernte das Handwerk des Konditors. 1912 gelang es ihm, sich mit eigenen Mitteln als Chocolatier selbständig zu machen. Zunächst in der Kurfürstenstraße angesiedelt, hat die Schokoladenmanufaktur Hamann seit 1928 durchgängig ihren Sitz im „Erich-Hamann-Haus“ in Berlin-Wilmersdorf in der Brandenburgischen Straße 17. Der Verkaufsladen im Erdgeschoss der Manufaktur, von Johannes Itten 1928 im Bauhaus-Stil entworfen, wird im originalen Zustand betrieben. Im Laden werden vor allem die Erzeugnisse aus dem eigenen Haus im originalen Verpackungsdesign angeboten, von denen sich viele durch eine als „edelbitter“ bezeichnete Geschmacksrichtung auszeichnen. Zeitweise gab es bis zu acht eigene Läden in Berlin; heute ist die Schokolade außer im Verkaufsladen in Fachgeschäften im Raum Berlin erhältlich sowie im spezialisierten Versandhandel.

Nach einem Schlaganfall Erich Hamanns und seinem Tod 1949 übernahm seine Frau Anna (geb. Kanter, 1877–1964) das Geschäft und führte es bis 1960. Beide sind auf dem Südwestkirchhof Stahnsdorf bei Berlin begraben. Die Schokoladenmanufaktur wurde zunächst von ihrem Sohn Gerhard und seiner Frau Ingrid Hamann, dann von deren Sohn Andreas weitergeführt. 

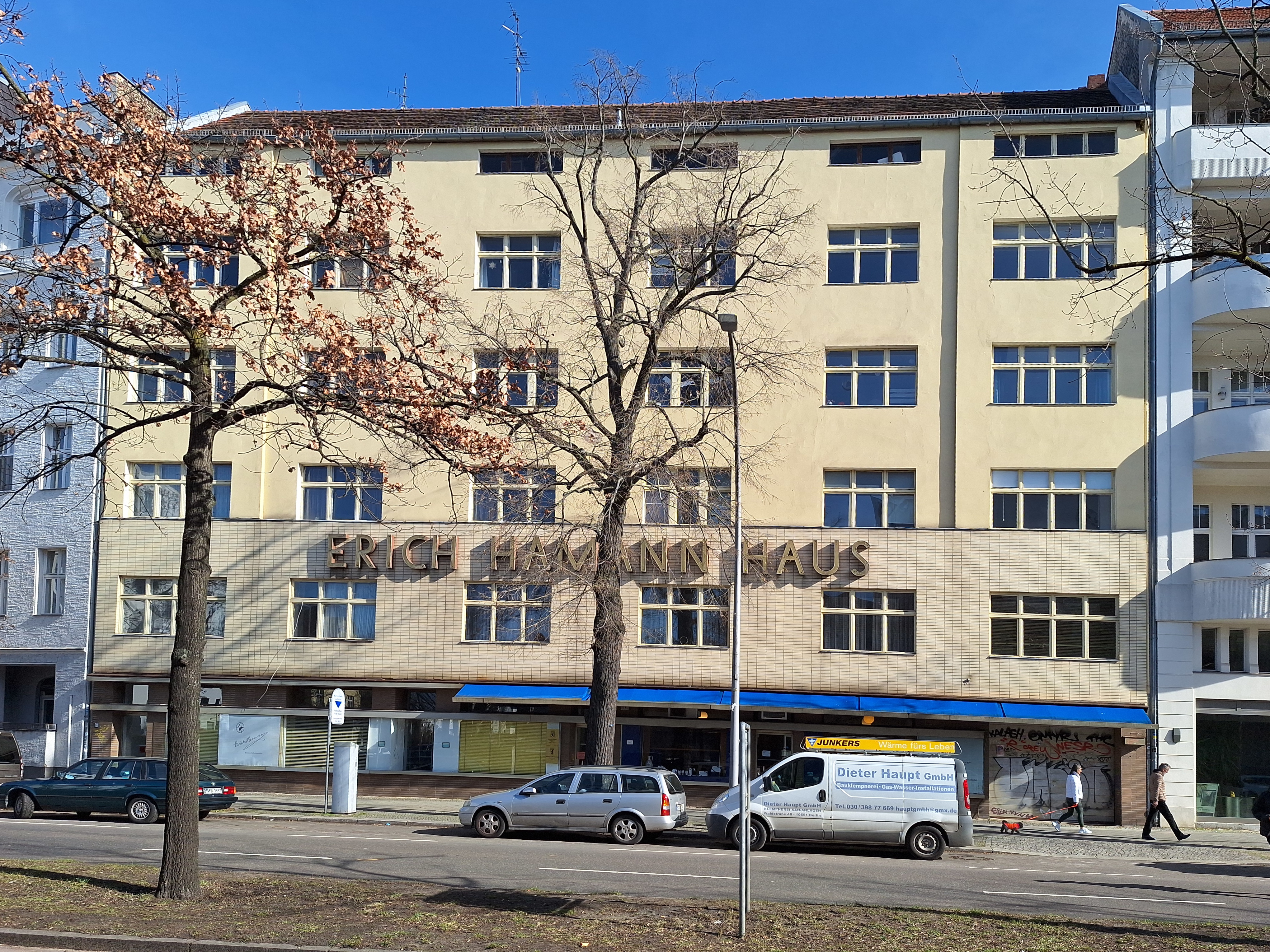
Sitz der Schokoladenmanufaktur im „Erich-Hamann-Haus“ in Berlin-Wilmersdorf mit Verkaufsladen im Erdgeschoss

## Galerie

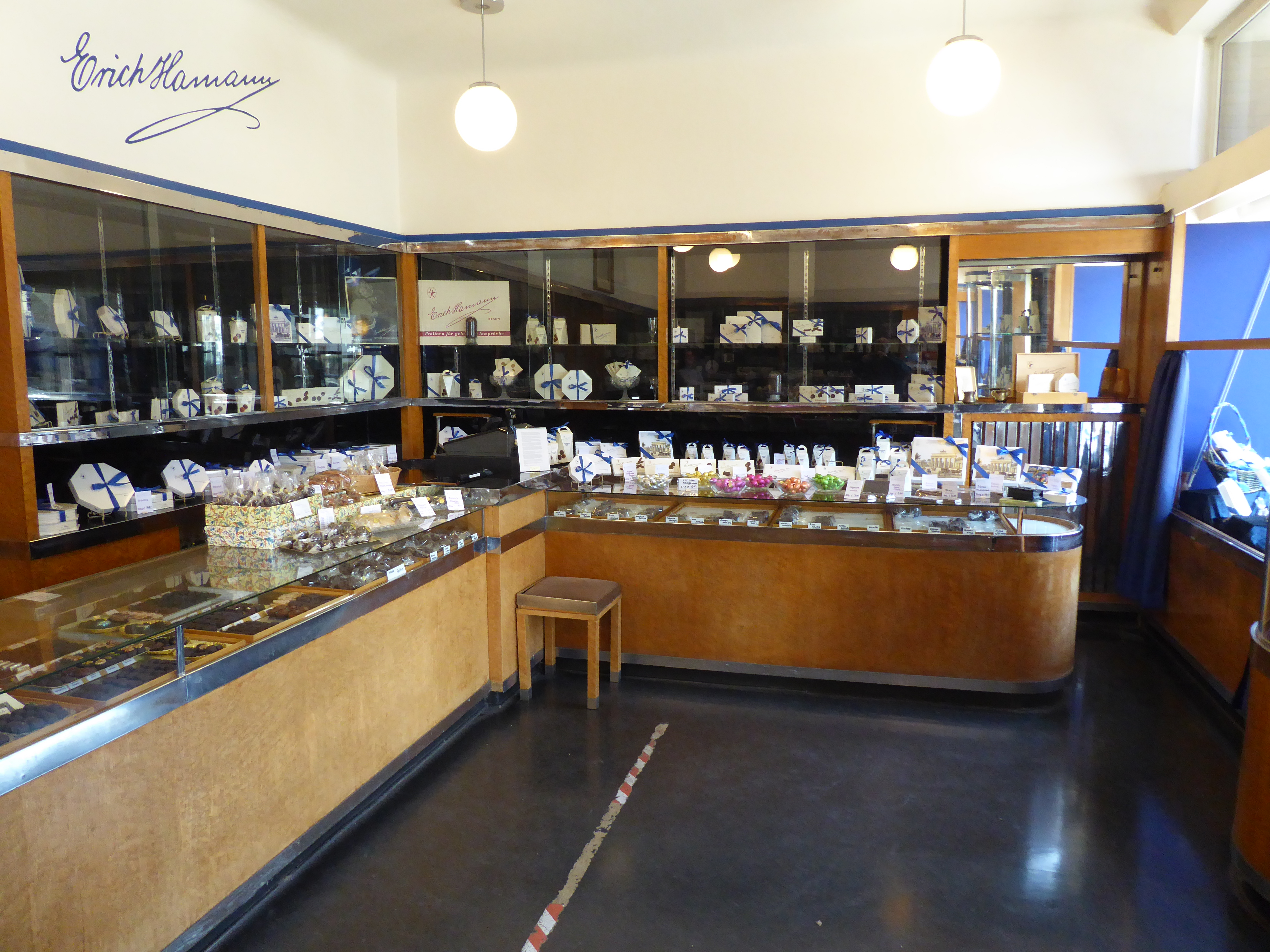
Verkaufsraum
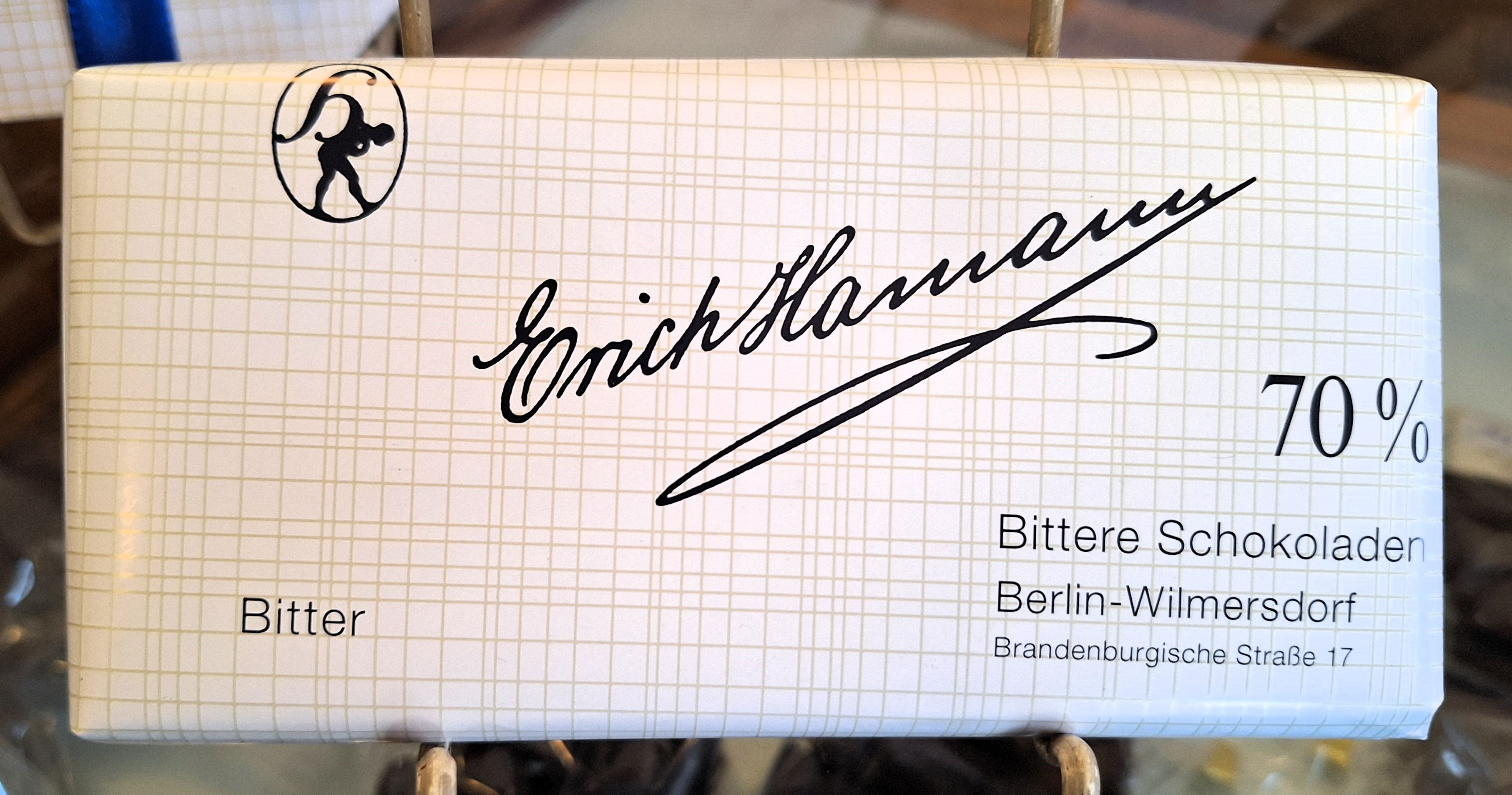
Verpackung einer Schokoladentafel